# American League Central
La American League Central è una delle sei division della Major League Baseball (una division East, Central e West per ognuna delle due leghe). Questa division fu creata nel riallineamento della stagione 1994. Al 2015, questa è l'unica division in cui tutti i suoi membri hanno vinto almeno in un'occasione le World Series. Tuttavia, l'unica squadra a riuscirvi dopo la creazione della division sono stati i Chicago White Sox nel 2005.
Quattro delle sue cinque squadre sono localizzate negli Stati Uniti d'America medio-occidentali, l'altra nel Canada centrale. Alla fine della stagione della MLB, la squadra col miglior record nella division guadagna uno dei cinque posti nei playoff previsti dalla American League. I vincitori più recenti della division sono stati i Chicago White Sox nel 2021.
Durante i suoi 22 anni di esistenza, le squadre provenienti dalla Central Division si sono qualificate per le World Series 4 volte, vincendole una volta. Dal 1995, quando fu introdotta una wild card per i playoff, la AL Central ha prodotto la wild card dell'American League in 3 occasioni su 17.

## Membri

### Membri attuali
- Chicago White Sox – Membro fondatore; ex membro della AL West
- Cleveland Guardians – Membro fondatore; ex membro della AL East
- Detroit Tigers – Unitisi nel 1998; ex membro della AL East
- Kansas City Royals – Membro fondatore; ex membro della AL West
- Minnesota Twins – Membro fondatore; ex membro della AL West

### Membri precedenti
- Milwaukee Brewers – Membro fondatore, spostato nella NL Central nel 1998